# Stelis rabei
Stelis rabei är en orkidéart som beskrevs av Ernesto Foldats. Stelis rabei ingår i släktet Stelis och familjen orkidéer. Inga underarter finns listade i Catalogue of Life.